# Tritomaria exsectiformis
Tritomaria exsectiformis là một loài rêu tản trong họ Jungermanniaceae. Loài này được (Breidl.) Schiffner ex Loeske miêu tả khoa học lần đầu tiên năm 1909.